# Mount Suarez
Mount Suarez är ett berg i Antarktis. Det ligger i den centrala delen av kontinenten. Inget land gör anspråk på området. Toppen på Mount Suarez är 2 360 meter över havet.
Terrängen runt Mount Suarez är kuperad åt sydväst, men åt nordost är den platt. Trakten är obefolkad. Det finns inga samhällen i närheten.